# Telekomunikace
Telekomunikace (z řeckého tele – vzdálený a latinského communicare – sdílet) neboli sdělovací technika se zabývá předáváním informací (např. zpráv, signálů, textů, obrázků, zvuků) na dálku. K telekomunikaci dochází vždy tehdy, je-li ke komunikaci používáno technické zařízení. Informace jsou přenášeny přes určité přenosové médium, v současnosti nejčastěji ve formě elektrického signálu přes metalický vodič v kabelovém vedení, optickým signálem přes optické vlákno v kabelovém vedení (či výjimečně vzduchem), nebo bezdrátově prostřednictvím elektromagnetických vln v rádiovém spektru. Tato přenosová média je často možné rozdělit do většího počtu komunikačních kanálů pomocí techniky tzv. multiplexování a přenášet tak několik informací přes jedno médium současně. Lze také rozlišovat mezi simplexním přenosem (přenosem informací pouze v jednom směru), poloduplexním přenosem (střídavým obousměrným přenosem informací), a duplexním přenosem (plnohodnotným přenosem informací v obou směrech současně).
První způsoby komunikace na dálku zahrnovaly vizuální signály jako signální ohně, kouřové signály, signální vlajky a heliografy. Dalším příkladem předmoderní komunikace na větší vzdálenosti byly akustické signály ve formě bubnování, používání hlásných trub a hlasitých píšťal. Technologie druhé poloviny 19. století a především pak 20. století umožnily využívat pro komunikaci na velkou vzdálenost nové vynálezy z oblasti elektrotechniky a elektromagnetismu, kterými jsou telegraf, telefon, rozhlas, televize, telekomunikační sítě, mikrovlnné přenosy, optická vlákna a telekomunikační družice. 
Revoluce v bezdrátových technologiích započala v první dekádě 20. století díky vývoji v oblasti rádiové komunikace Guglielmem Marconim který za to byl oceněn Nobelovou cenou za fyziku v roce 1909, a mnoha dalšími vynálezci a vývojáři na poli elektrotechniky a elektrické telekomunikace. Těmi byli například Charles Wheatstone, Samuel Morse (vynálezce telegrafu), Alexander Graham Bell (vynálezce telefonu), Nikola Tesla,  Lee de Forest a Philo Farnsworth. 

## Historie

### Signální ohně a holubi
Poštovní holubi byli běžně používání různými kulturami napříč historií. Holubí pošta má kořeny ve starověké Persii a později byla používána Římany jako služba armádě. V 19. století byla holubí pošta používána Dány na Sumatře a Jávě. Ve středověku se běžně pro přenos signálu používaly signální ohně rozmístěné na vrcholcích kopců. Avšak tento systém měl značný nedostatek a to, že dokázal přenést pouze jedinou, předem smluvenou, informaci (např. "nepřátelé na obzoru").

### Telegraf a telefon
Samuel Morse vyvinul první verzi elektronického telegrafu v roce 1837 a první i když neúspěšný pokus předvedl 2. září 1837. První transatlantický telegrafní kabel byl úspěšně uveden do provozu 27. července 1866, čímž bylo poprvé umožněno komunikovat přes Atlantský oceán.
Telefon byl patentován Alexanderem Grahamem Bellem 3. března 1876. V tomto roce přišel s vynálezem i Elisha Grey, avšak první kdo dokázal popsat fungování a úspěšně otestovat funkčnost byl Bell. První komerční použití telefonních služeb bylo umožněno, Bellovou firmou, Bell Telephone Company v roce 1878 a v roce 1879 byly propojena města Londýn a New Haven, čímž došlo k telefonnímu propojení Ameriky a Evropy.

### Rádio a televize
V roce 1894, započal italský vynálezce, Guglielmo Marconi, vývoj bezdrátové komunikace za použití nového objevu rádiových vln ukázkou, ve které dokázal vysílat přes Atlantský oceán. Tímto započala bezdrátová telegrafie za pomoci rádiových vln. Hlasový a hudební přenos byl poprvé demonstrován mezi lety 1901 a 1906, ale z počátku neslavil velký úspěch.
V průběhu první světové války se silně zrychlil vývoj rádia pro vojenské účely. Po válce začalo komerční rozhlasové vysílání na dlouhých a středních vlnách prostřednictvím amplitudové modulace (AM), a ve 20. letech 20. století se stalo důležitým médiem pro zprávy i zábavu. Za druhé světové války došlo opět k rapidnímu zrychlení vývoje v oblasti bezdrátových přenosů a došlo k jejich aplikaci pro vojenskou vzdušnou a pozemní komunikaci. Ve 30. letech 20. století započal v USA vývoj frekvenční modulace (FM), která se v následujících desetiletích stala dominantní modulací rozhlasového i televizního vysílání.
Mezi telekomunikace patří:
- telegrafie
  - dálnopis
  - bezdrátová telegrafie
- telefonie
  - telefotografie
  - telefax
  - mobilní telefonie
- radiofonie
  - mobilní radiofonie (přenosné vysílačky)

Mezi způsoby hromadné elektronické komunikace patří:
- rozhlas
  - rozhlas po drátě
- televize
  - kabelová televize

U telekomunikací založených na počítačích ztrácí předchozí dělení smysl, síť dvoubodových spojů může sloužit k hromadné komunikaci, naopak fyzicky sdílené médium může být využito k dvoubodové komunikaci.
- počítačové sítě
- Internet
- digitální pagerové sítě

U telekomunikací se často požadují různé vlastnosti – odolnost proti chybám, zaručená rychlost a podobně. K jejich zajištění se používá kódovaní, samodetekující kód, samoopravný kód a další prostředky, které poskytuje informatika.

## Internetová komunikace
Svět internetu nám nabízí synchronní a asynchronní způsoby komunikace. Synchronní komunikaci umožňují různé nástroje, např. chat, VoIP telefonie, případně Skype. Za asynchronní považujeme takové způsoby komunikace, při kterých není nutná okamžitá reakce, např. diskusní fóra a e-mail. Po internetu lze přenášet v digitální formě rozhlas i televizi, lze zajistit i další doplňkové služby v rozsahu podobném klasické telefonii.